# Fila III de Macedònia
Fila III de Macedònia (en llatí Phila, en grec antic Φίλα) fou reina de Macedònia. Va viure al segle III aC.
Era probablement filla de Seleuc I Nicàtor i d'Estratonice, segons diu Joan Malales. El seu germanastre Antíoc I Sòter la va donar com a esposa a Antígon II Gònates, per establir una aliança entre els selèucides i el Regne de Macedònia. Va ser la mare de Demetri II de Macedònia.